# Vernouillet
Vernouillet é uma comuna francesa na região administrativa do Centro, no departamento Eure-et-Loir. Estende-se por uma área de 12,12 km². Em 2010 a comuna tinha 12 673 habitantes (densidade: 1 045,6 hab./km²).